# Victor Scvorțov
Victor Scvorțov (30 de marzo de 1988) es un deportista moldavo que compite en judo (desde 2013 participa bajo la nacionalidad emiratí).
Ganó una medalla de bronce en el Campeonato Mundial de Judo de 2014, y dos medallas de bronce en el Campeonato Asiático de Judo en los años 2019 y 2021. En los Juegos Asiáticos de 2018 consiguió una medalla de bronce.

## Palmarés internacional
| Representando a los Emiratos Árabes Unidos |                     |                   |           |
| Campeonato Mundial                         |                     |                   |           |
| Año                                        | Lugar               | Medalla           | Categoría |
| 2014                                       | Cheliábinsk (Rusia) | Medalla de bronce | –73 kg    |
| Juegos Asiáticos                           |                     |                   |           |
| Año                                        | Lugar               | Medalla           | Categoría |
| 2018                                       | Yakarta (Indonesia) | Medalla de bronce | –73 kg    |
| Campeonato Asiático                        |                     |                   |           |
| Año                                        | Lugar               | Medalla           | Categoría |
| 2019                                       | Fujairah (EAU)      | Medalla de bronce | –73 kg    |
| 2021                                       | Biskek (Kirguistán) | Medalla de bronce | –73 kg    |